# Arthur Lawson
Arthur Lawson (* 28. Juli 1908 in Sunderland, Tyne and Wear, England; † 1970 in London-Hammersmith) war ein britischer Filmarchitekt, der bei der Oscarverleihung 1949 einen Oscar für das beste Szenenbild gewann.

## Leben
Lawson begann seine Tätigkeit als Artdirector sowie Szenenbildner in der Filmwirtschaft 1942 bei dem Film Ein gefährliches Unternehmen und wirkte bis kurz vor seinem Tod an der szenischen Ausstattung von knapp vierzig Filmen mit.
Bei der Oscarverleihung 1949 erhielt er zusammen mit Hein Heckroth den Oscar für das beste Szenenbild in dem Farbfilm Die roten Schuhe (1948), einem von Michael Powell und Emeric Pressburger inszenierten Ballettfilm mit Moira Shearer, Anton Walbrook und Marius Goring.
1966 war er außerdem für einen British Academy Film Award (BAFTA Film Award) für die beste Artdirection in einem Schwarzweißfilm nominiert, und zwar für das Filmdrama Zwischenfall im Atlantik (1965) von James B. Harris mit Richard Widmark, Sidney Poitier und Martin Balsam.

## Filmografie (Auswahl)
- 1942: Ein gefährliches Unternehmen
- 1948: Die roten Schuhe
- 1950: Die schwarze Füchsin (Gone to Earth)
- 1951: Hoffmanns Erzählungen (The Tales of Hoffmann)
- 1956: Panzerschiff Graf Spee
- 1957: Seven Thunders
- 1960: Augen der Angst
- 1960: Die letzte Fahrt der Bismarck
- 1962: Rebellion
- 1968: Gestatten, das sind meine Kohlen! (Midas Run)

## Auszeichnungen
- 1949: Oscar für beste Filmbauten in einem Farbfilm